# Tulsi wiwah
Tulsi wiwah – hinduistyczne święto obchodzone w miesiącu karttika. Wyznacza koniec monsunu i zarazem początek okresu ślubów. Obrzędy przypominają zwyczajowe ceremonie ślubne, nawiązują do połączenia boga Wisznu z jego ukochaną Wryndą, symbolizowaną przez świętą roślinę tulsi. 